# Nickelodeon Kids’ Choice Awards 2022
35. gala Nickelodeon Kids’ Choice Awards odbyła się 9 kwietnia 2022 na amerykańskim Nickelodeon. Galę poprowadziła amerykańska aktorka Miranda Cosgrove oraz amerykański futbolista Rob Gronkowski. Jest to pierwsza ceremonia Kids’ Choice Awards od czasu gali w 2004 roku, w którym było dwóch prowadzących. 

## Prowadzący
- Miranda Cosgrove
- Rob Gronkowski

## Nominacje
Nominacje zostały oficjalnie potwierdzone 9 marca 2022.

### Film
| - Kopciuszek - Clifford. Wielki czerwony pies - Wyprawa do dżungli - Kosmiczny mecz: Nowa era - Spider-Man: Bez drogi do domu (wygrana) - Tom i Jerry - John Cena jako Jakob Toretto z filmu Szybcy i wściekli 9 - Vin Diesel jako Dominic Toretto z filmu Szybcy i wściekli 9 - Tom Holland jako Peter Parker / Spider-Man z filmu Spider-Man: Bez drogi do domu (wygrana) - LeBron James jako on sam z filmu Kosmiczny mecz: Nowa era - Dwayne Johnson jako Frank Wolff z filmu Wyprawa do dżungli oraz John Hartley z filmu Red Notice - Ryan Reynolds jako Guy z filmu Free Guy oraz Nolan Booth z filmu Red Notice - Emily Blunt jako Lily Houghton z filmu Wyprawa do dżungli - Camila Cabello jako Kopciuszek z filmu Kopciuszek - Scarlett Johansson jako Natasha Romanoff z filmu Czarna Wdowa - Angelina Jolie jako Thena z filmu Eternals - Emma Stone jako Cruella z filmu Cruella - Zendaya jako MJ z filmu Spider-Man: Bez drogi do domu oraz Chani z filmu Diuna (wygrana) | - Nasze magiczne Encanto (wygrana) - Luca - Psi patrol: Film - Sing 2 - Rodzinka rządzi - SpongeBob Film: Na ratunek - Awkwafina jako Otto z filmu SpongeBob Film: Na ratunek oraz Sisu z filmu Raya i ostatni smok - Scarlett Johansson jako Ash z filmu Sing 2 (wygrana) - Tom Kenny jako SpongeBob Kanciastoporty z filmu SpongeBob Film: Na ratunek - Keanu Reeves jako Sage z filmu SpongeBob Film: Na ratunek - Charlize Theron jako Morticia Addams z filmu Rodzina Addamsów II - Reese Witherspoon jako Rosita z filmu Sing 2 |

### Telewizja
| - Czy boisz się ciemności? - Niebezpieczny oddział - High School Musical: The Musical: The Series (wygrana) - Raven na chacie - That Girl Lay Lay - The Baby-Sitters Club - Cobra Kai - Flash - iCarly - Chybić Farah - Loki - WandaVision - Młody Sheldon | - Iain Armitage jako Sheldon Cooper z serialu Młody Sheldon - Tom Hiddleston jako Loki z serialu Loki (wygrana) - Nathan Kress jako Freddie Benson z serialu iCarly - Ralph Macchio jako Daniel LaRusso z serialu Cobra Kai - Jeremy Renner jako Clint Barton z serialu Hawkeye - Jerry Trainor jako Spencer Shay z serialu iCarly - Raphael Alejandro jako Matteo Silva z serialu Obóz Kikiwaka - Cooper Barnes jako Ray Manchester / Kapitan B z serialu Niebezpieczny oddział - Joshua Bassett jako Ricky z serialu High School Musical: The Musical: The Series - Dylan Gilmer jako Young Dylan z serialu Young Dylan - Bryce Gheisar jako Elliott Combs z serialu Astronauci oraz Luke McCoy z serialu Czy boisz się ciemności? - Luca Luhan jako Bose / Brainstorm z serialu Niebezpieczny oddział - Miranda Cosgrove jako Carly Shay z serialu iCarly (wygrana) - Peyton List jako Tory Nichols z serialu Cobra Kai - Mary Mouser jako Samantha LaRusso z serialu Cobra Kai - Elizabeth Olsen jako Wanda Maximoff / Szkarłatna Wiedźma z serialu WandaVision - Yara Shahidi jako Zoey Johnson z serialu Czarno to widzę/Grown-ish - Hailee Steinfeld jako Kate Bishop z serialu Hawkeye - Malia Baker jako Mary Anne Spier z serialu The Baby-Sitters Club oraz Gabby Lewis z serialu Czy boisz się ciemności? - Havan Flores jako Chapa / Volt z serialu Niebezpieczny oddział - Olivia Rodrigo jako Nini z serialu High School Musical: The Musical: The Series - Raven-Symoné jako Raven Baxter z serialu Raven na chacie - That Girl Lay Lay jako Lay Lay z serialu That Girl Lay Lay - Sofia Wylie jako Gina z serialu High School Musical: The Musical: The Series - America’s Got Talent (wygrana) - American Idol - Kids Baking Champioship - Lego Masters - The Masked Singer - Wipeout - Park Jurajski: Obóz Kredowy - Zwariowane melodie: Kreskówki - SpongeBob Kanciastoporty (wygrana) - Młodzi Tytani: Akcja! - Harmidom - Smerfy |

### Muzyka
| - Black Eyed Peas - BTS (wygrana) - Florida Georgia Line - Jonas Brothers - Maroon 5 - Migos - Justin Bieber - Drake - Bruno Mars - Shawn Mendes - Ed Sheeran (wygrana) - The Weeknd - Adele - Cardi B - Billie Eilish - Lady Gaga - Ariana Grande (wygrana) - Taylor Swift - „Easy on Me” – Adele - „Up” – Cardi B - „Happier Than Ever” – Billie Eilish (wygrana) - „Bad Habits” – Ed Sheeran - „All Too Well (Taylor’s Version)” – Taylor Swift - „Take My Breath” – The Weeknd - 30 – Adele - Justice – Justin Bieber - Al Anesa Farah (Music from the Original TV Series) - Certified Lover Boy – Drake - Happier Than Ever – Billie Eilish (wygrana) - Fearless (Taylor’s Version) – Taylor Swift - Red (Taylor’s Version) – Taylor Swift | - Chlöe - Glass Animals - Jack Harlow - Olivia Rodrigo (wygrana) - Saweetie - Walker Hayes - „Beautiful Mistakes” – Maroon 5 z udziałem Megan Thee Stallion - „Best Friend” – Saweetie z udziałem Doja Cat - „Leave Before You Love Me” – Marshmello i Jonas Brothers - „Rumors” – Lizzo z udziałem Cardi B - „Save Your Tears” – The Weeknd i Ariana Grande - „Stay” – The Kid Laroi i Justin Bieber (wygrana) - Dixie D’Amelio (wygrana) - Johnny Orlandoo - Addison Rae - JoJo Siwa - That Girl Lay Lay - Oliver Tree - Adele (Wielka Brytania) (wygrana) - BTS (Azja) - Camilo (Ameryka Łacińska) - Olivia Rodrigo (Ameryka Północna) - Rosalía (Europa) - Tems (Afryka) - Tones and I (Australia) |

### Sport
| - Tom Brady (wygrana) - Stephen Curry - LeBron James - Patrick Mahomes - Cristiano Ronaldo - Shaun White | - Sasha Banks - Simone Biles - Chloe Kim (wygrana) - Naomi Ōsaka - Candace Parker - Serena Williams |

### Pozostałe kategorie
| - Austin Creed - MrBeast (wygrana) - Ninja - Ryan’s World - Spencer X - Unspeakable - Addison Rae - Charli D’Amelio (wygrana) - Emma Chamberlain - Kids Diana Show - Lexi Rivera - Miranda Sings | - Brookhaven - Just Dance 2022 - Mario Party Superstars - Minecraft (wygrana) |